# Эзоп (хребет)
Хребе́т Эзо́п — горный хребет на Дальнем Востоке России на границе Хабаровского края и Амурской области, определяемый как северное продолжение Буреинского хребта. Длина около 150 км, максимальная высота — 1902 м. Сложен гранитами и вулканическими породами.
Склоны хребта до приблизительно 1200 м покрыты лиственничными лесами.